# Lípa v Krásném Lese (u Ticháčků)
Lípa v Krásném Lese (u Ticháčků) je památný strom v Krásném Lese, obci na severu České republiky, ve Frýdlantském výběžku Libereckého kraje.

## Poloha a historie
Strom roste v jihozápadních partiích obce, při místní účelové komunikaci, která ve směru od západu na východ sleduje silnici číslo III/2911 a po které je vedena cyklotrasa číslo 3059, dále sleduje tok řeky Řasnice a rovněž železniční tratě v jízdním řádu uvedené pod číslem 039 spojující Frýdlant přes Nové Město pod Smrkem s Jindřichovicemi pod Smrkem ležícími na česko-polské státní hranici. Západním směrem od památného stromu se na této trati nachází železniční zastávka pojmenovaná „Krásný Les bažantnice“. Samotný chráněný strom roste v rohu zahrady u místního domu číslo popisné 269. O prohlášení stromu za památný rozhodl městský úřad ve Frýdlantě, který 27. května 1994 vydal příslušný dokument, jenž nabyl své účinnosti ke dni 26. června 1994.

## Popis
Památný strom je lípa malolistá (Tilia cordata) mající dvaadvacetimetrovou výšku. Obvod jejího kmene činí 355 centimetrů. Při vyhlašování stromu za památný bylo v jeho okolí definováno ochranné pásmo, jehož podoba odpovídá příslušnému zákonu.